# Arsi e tesi
L'arsi e la tesi sono nella metrica classica rispettivamente l'elevamento e l'abbassamento della mano (o del piede o del dito), che stanno a segnalare l'inizio di una serie ritmica quando si scansiona un verso (e quindi a scandirne gli accenti prosodici).
La tesi ("in battere", dal greco θέσις thésis, dal vb. τίθημι títhemi, "porre"), rappresenta il tempo forte su cui, scandito dall'ictus, cade l'accento. Ad essa si contrappone l'arsi ("in levare", dal greco ἄρσις ársis, deverbale del vb. αἴρω áiro, "sollevare"), che cade invece sul tempo debole.
Questa terminologia, che intende riferirsi ad un atto meccanico e non vocale, assume un significato differente in epoca latina avanzata quando, come dichiara Gaio Mario Vittorino nella sua opera Ars grammatica nel IV sec.d.C e Prisciano in Institutio de arte grammatica nel VI sec.d.C, il termine arsi e tesi si riferiscono non più al dito o alla mano che fungevano da bacchetta, ma alla voce.
I due termini iniziarono a scambiarsi i significati, e spesso in epoca latina il tempo forte colpito da ictus fu l'arsi e il tempo atono, cioè quello senza ictus, risultò essere la tesi. Ciò non si può attribuire solamente ad un cambio della terminologia, ma alla situazione linguistica e alla diversa sensibilità che iniziò a mutare già all'inizio del II sec.d.C, quando si incominciò a percepire nell'accento non più la quantità, bensì l'intensità.
In epoca moderna, sia nella grammatica che nella manualistica, ci si riferisce all'arsi per il tempo debole e alla tesi per il tempo forte nella metrica greca, all'arsi per il tempo forte e alla tesi per il tempo debole nella metrica latina.